# Kaluđerica
Kaluđerica (serbisch-kyrillisch Калуђерица) ist eine serbische Siedlung im Belgrader Stadtbezirk Zvezdara. Der Name stammt vom Wort kaluđer (Mönch), sodass Kaluđerica übersetzt Ort der Mönche heißt.

## Lage
Kaluđerica ist die westlichste Siedlung im Bezirk Zvedara. Sie befindet sich acht Kilometer vom Belgrader Stadtkern entfernt zwischen der Straße Smederevski put im Norden und der Hauptstraße von Niš im Süden. Die Siedlung wurde in einer Vertiefung errichtet, sodass es in diesem speziellen Mikroklima sehr neblig ist und im Winter früher Schnee fällt, als in den umliegenden Gebieten. 

## Bevölkerung
Kaluđerica gehört zu den am schnellsten wachsenden Siedlungen in Serbien. 2009 lebten dort knapp 27.000 Einwohner, was einem Bevölkerungsanstieg von 21 % gegenüber 2002 entspricht. Besonders durch die Flüchtlinge aus den Kriegen im damaligen Jugoslawien und den Zustrom aus Bosnien und Herzegowina, Kroatien und dem Kosovo wächst Kaluđerica stetig. Deshalb wird sie auch oft von Journalisten als die größte illegale Siedlung in Europa bezeichnet. Die beiden großen Belgrader Transportunternehmen (GSP) und die serbische Telekom schätzen die Bevölkerungszahl sogar zwischen 45.000 und 50.000.
| Jahr             | 1921 | 1971    | 1981   | 1991   | 2002   | 2009   |
| Bevölkerungszahl | 650  | < 2.000 | 12.435 | 17.534 | 22.248 | 26.904 |